# Schizocarpum tripodum
Schizocarpum tripodum är en gurkväxtart som beskrevs av Kearns. Schizocarpum tripodum ingår i släktet Schizocarpum och familjen gurkväxter. Inga underarter finns listade i Catalogue of Life.